# Supercoppa di Slovenia 2014
La Supercoppa slovena 2014 è stata disputata il 13 agosto 2014 allo Športni park di Nova Gorica. La sfida ha visto contrapposte il Maribor, vincitore della Prva slovenska nogometna liga 2013-2014 e il Gorica vincitore del Pokal Nogometne zveze Slovenije 2013-2014.
A conquistare il trofeo è stato il Maribor, che si è imposto per 4-1.

## Tabellino
| Arbitro: | Mitja Žganec |

|             |           |                                               |
| Makinwa 65’ | Marcatori | 3’ Vuklišević 19’, 77’ (rig.) Vršič 88’ Fajić |